# Le Milieu du monde
Le Milieu du monde é um filme de drama suíço de 1974 dirigido e escrito por Alain Tanner e John Berger. Foi selecionado como representante da Suíça à edição do Oscar 1975, organizada pela Academia de Artes e Ciências Cinematográficas.

## Elenco
- Olimpia Carlisi - Adriana
- Philippe Léotard - Paul
- Juliet Berto - Juliette
- Denise Péron - Schmidt
- Jacques Denis - Marcel
- Roger Jendly - Roger
- Gilbert Bahon - Albert